# Schloss La Fresnaye

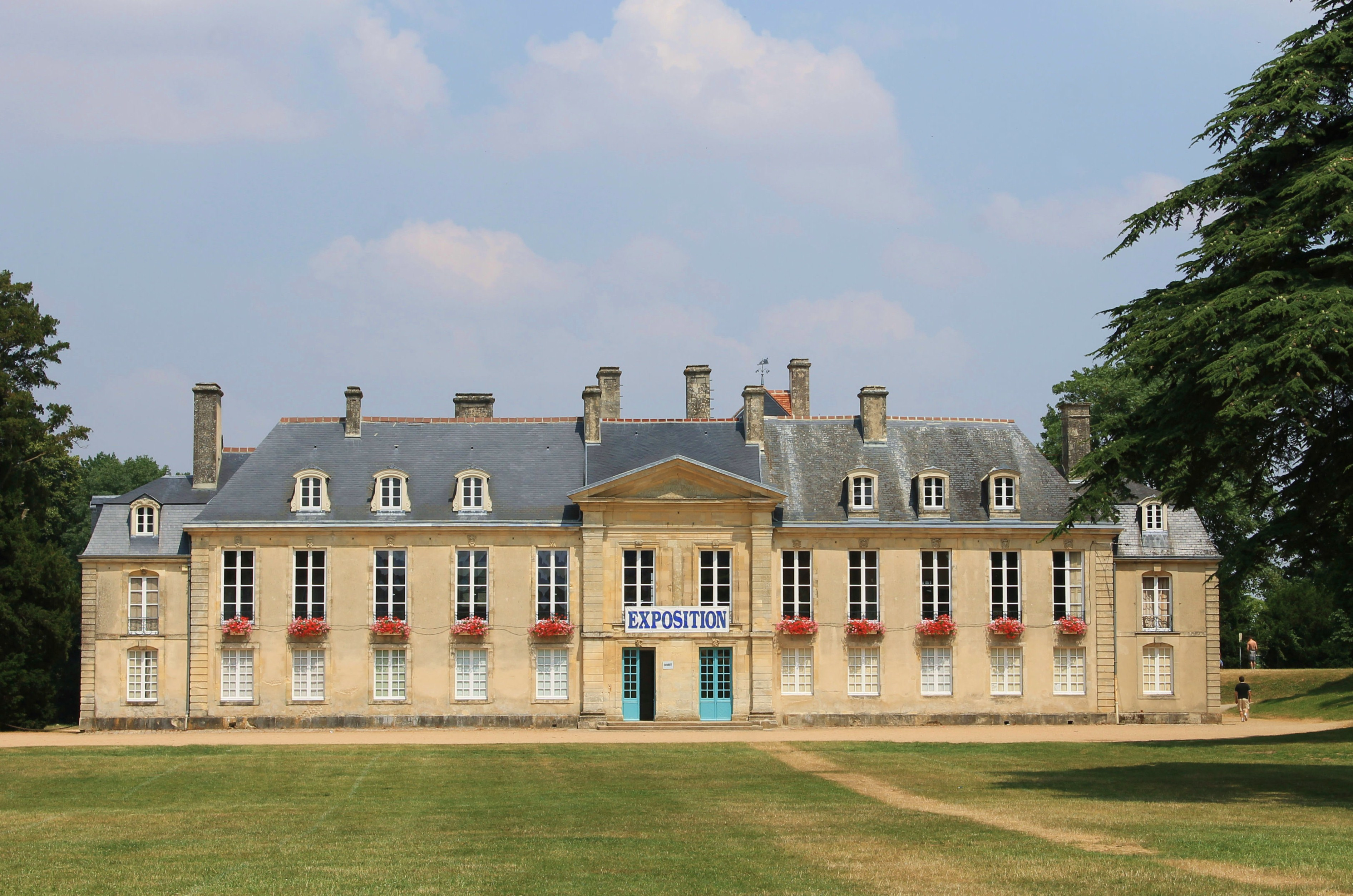
Schloss La Fresnaye

Das Schloss La Fresnaye ist ein ursprüngliches Renaissance-Schloss in der französischen Gemeinde Falaise in der Normandie.
Es ist seit 1958 als Monument historique klassifiziert.

## Geschichte
Das Gebäude wurde im 16. Jahrhundert errichtet. Im Juli 1640 wurde das Land „La Fresnaye“ mit einem „Herrenhaus und anderen Gebäuden“ an Nicolas Vauquelin, den Herrn von Nécy, verkauft. Nach einem weiteren Kauf an die Familie André aus dem Jahr 1678 werden für die Anlage La Fresnaye drei Gebäude genannt. 1750 wurde das Gebäude von der Familie André umgebaut. Die heutige Fassade stammt aus dem Jahre 1779. Im 20. Jahrhundert wurde das Gebäude im Osten erweitert.
Umgeben war das Schloss von einem Park im englischen Stil von insgesamt vierzehn Hektar. Dieser Park ist heute nicht mehr vorhanden.
1985/1986 wurde das Gebäude von der Stadt Falaise übernommen. Die Empfangsräume, Salons, Speisesäle und Schlafzimmer haben einen Teil ihrer ursprünglichen Dekoration bewahrt und werden heute für Ausstellungen genutzt.